# Sphex decipiens
Sphex decipiens är en biart som beskrevs av Kohl 1895. Sphex decipiens ingår i släktet Sphex och familjen grävsteklar.

## Underarter
Arten delas in i följande underarter:
- S. d. decipiens
- S. d. meridionalis